# Schistura isostigma
Schistura isostigma är en fiskart som beskrevs av Kottelat, 1998. Schistura isostigma ingår i släktet Schistura och familjen grönlingsfiskar. IUCN kategoriserar arten globalt som livskraftig. Inga underarter finns listade i Catalogue of Life.